# قانون دعم التعليم الاتحادي
قانون دعم التعليم الاتحادي أو الفدرالي (بالألمانية: Bundesausbildungsförderungsgesetz والمعروف اختصارًا باسم BAföG، بافوغ)، هو قانون ألماني لدعم للطلاب الذين يلتحقون بالمدارس الثانوية والجامعات. نظم هذا القانون منذ تقديمه في عام 1971، جميع المنح والقروض الطلابية الاتحادية في ألمانيا. غالبًا ما يشير الطلاب الذين يتلقون مساعدة مالية بموجب هذا القانون إلى هذه المساعدة باسم متلقي البافوغ. حصل 18% من جميع الطلاب في ألمانيا على دعم مالي من BAföG عام 2016،. 